# Вальзерський діалект
Вальзерський діалект або Валліський діалект — (нім. Walliserdeutsch, Walserdeutsch, Wallisertiitsch) — один з гірськоалеманських діалектів німецької мови, що використовується у кантоні Вале (Валліс) (де частіше іменується як Walliserdeutsch: валліський) та у деяких інших районах Швейцарії, Австрії, Ліхтенштейну та Італії, де узагальнено іменується як Walserdeutsch: вальзерський, проте, попри ізольованість один від одного (у тому числі державними кордонами), ці розрізнені групи поширення діалекту не мають великих лінгвістичних відмінностей для їх розмежування.
Більше відмінностей спостерігається між районами поширення валліського діалекту всередині німецькомовного середовища самої Швейцарії (наприклад, між валліським діалектом у кантоні Вале (Валліс), з одного боку, та вальзерським діалектом у кантоні Граубюнден, Ліхтенштейні та австрійському Форарльберзі, з іншого), ніж між валліським діалектом у кантоні Вале (Валліс) та вальзерським діалектом в Італії.
Загальне число носіїв мови — близько 22780 осіб. Основне число носіїв проживає у Швейцарії, 3400 в Італії, 1300 в Ліхтенштейні та 8080 чоловік в Австрії.

## Поширення
- Швейцарія
  - кантон Вале (Валліс): східна частина
  - кантон Тічино (Тессін): північно-західна частина: громада Боско Гурін (Bosco/Gurin в окрузі Валлемаджа)
  - кантон Граубюнден (Оберзаксен, Фальс, Зафієнталь (Safiental), Райнвальд (Rheinwald), Аверс, Муттен, Давос, Преттігау (Prättigau))
- Італія
  - автономний регіон Валле-д'Аоста: Грессоне-Ла-Триніте (вальз. Greschòney Oberteil), Грессоне-Сен-Жан (вальз. Greschòney Onderteil òn Méttelteil), Іссім (вальз. Eischeme)
  - регіон П'ємонт:
    - провінція Верчеллі: Аланья-Вальсезія (вальз. Lannja або Im Land, італ. Alagna Valsesia), Рімелла (вальз. Rémmalju), Ріва-Вальдоббія (вальз. Rifu)
    - провінція Вербано-Кузьо-Оссола: Формацца (італ. Formazza, вальз. Pomatt), Макуньяга (італ. Macugnaga, вальз. Z Макана)
- Ліхтенштейн
  - комуни Трізенберг, Планкен
- Австрія
  - федеральна земля Форарльберг: Дамюльс, Гроссвальзерталь (Großes Walsertal), Кляйнвальзерталь (Kleinwalsertal), район Таннберг (Tannberg) з громадами Шрьоккен, Лех, Варт
  - крайній північний схід федеральної землі Тіроль (район річки Лех): Штег або Лехляйтен (Steeg або Lechleiten),

## Відмінності між західним і східним вальзерським діалектом
| Західний вальзерський | Східний вальзерський               | Верхньонімецька | Переклад українською |
| --------------------- | ---------------------------------- | --------------- | -------------------- |
| schweer               | schwäär                            | schwer          | важкий               |
| Chees                 | Chääs                              | Käse            | сир                  |
| Scheeri               | Schääri                            | Schere          | ножиці               |
| Üüstag                | Langsi (ahd. Lengizi, neuhd. Lenz) | Frühling        | весна                |
| iisch                 | insch (Goms)                       | uns             | нас                  |
| liwwuu                | ghirme                             | ausruhen        | інше (решта)         |
| wier geeh             | wiär gääh                          | wir gehen       | ми йдемо             |
| du                    | dü                                 | du              | ти                   |